# Prêmio Charles-Leopold Mayer
O Prêmio Charles-Leopold Mayer é concedido anualmente pela Académie des Sciences do Institut de France, para pesquisadores que realizaram trabalho de destaque em ciências biológicas; em especial nas áreas de biologia celular ou molecular. Cidadãos ou residentes em qualquer nação são elegíveis para o prêmio, que no entanto não é concedido a pessoas da mesma nação em dois anos seguidos e também não é concedido a pesquisadores com mais de 65 anos de idade. Desde que foi concedifo a primeira vez em 1961 até 2009, mais de 60 pessoas receberam o prêmio, onze dos quais sendo laureados depois com o Prêmio Nobel de Fisiologia ou Medicina ou Química.

## Laureados
- 1961 - Francis Crick
- 1962 - François Jacob e Jacques Monod
- 1963 - Erwin Chargaff
- 1964 - André Michel Lwoff
- 1965 - Honor Fell
- 1966 - Marianne Grunberg-Manago
- 1967 - Marshall Nirenberg
- 1968 - François Gros
- 1969 - Jean Brachet
- 1970 - Raymond Latarjet
- 1971 - Boris Ephrussi
- 1972 - Robert Briggs e Thomas Joseph King
- 1973 - Jacques Oudin
- 1974 - Georges Cohen
- 1975 - Sydney Brenner
- 1976 - Jean-Pierre Ebel e Élie Wollman
- 1977 - Walter Gilbert, Mark Ptashne e Evelyn Witkin
- 1978 - Roger Monier e Piotr Słonimski
- 1979 - David Mervyn Blow e David Chilton Phillips
- 1980 - Philippe L'Héritier
- 1981 - François Chapeville e Léon Hirth
- 1982 - Barbara McClintock e Armine Braun
- 1983 - Michel Lazdunski e Vittorio Luzzati
- 1984 - John Gurdon
- 1985 - Jean Montreuil
- 1986 - Antonio Garcia-Bellido e Walter Jakob Gehring
- 1987 - Paul Cohen
- 1988 - David Sabatini
- 1989 - Marc Chabre
- 1990 - Jozef Schell e Marc Van Montagu
- 1991 - Jean-Charles Schwartz
- 1992 - Raymond Devoret e Miroslav Radman
- 1993 - Andrée Tixier-Vidal
- 1994 - Ralph Lawrence Brinster e Richard Palmiter
- 1995 - Moshe Yaniv
- 1996 - Stanley Prusiner
- 1997 - Andre Sentenac
- 1998 - Elizabeth Blackburn
- 1999 - Christine Petit
- 2000 - Robert Horvitz
- 2001 - Joël Bockaert
- 2002 - Roger Kornberg
- 2003 - Paolo Sassone-Corsi
- 2004 - Denis Duboule
- 2005 - Jean Dénarié
- 2006 - Bruce Beutler
- 2007 - Éric Westhof
- 2008 - Adrian Bird
- 2009 - Marie-France Carlier
- 2010 - Robert Tjian
- 2011 - Jean-Marc Reichhart
- 2012 - Lyndon Emsley
- 2013 - Vincent Colot
- 2014 - Charles David Allis
- 2015 François Schweisguth[1]